# 高敞飛行場
高敞飛行場（コチャンひこうじょう、韓国語: 고창비행장）は、大韓民国全羅北道高敞郡興徳面にあった東洋機電所有の飛行場である。2007年に廃止され、跡地は太陽光発電所「高敞ソーラーパーク」に転用された。

## 歴史

### 三美時代
特殊鋼製造を中核事業とする韓国の財閥である三美グループは、1980年代中盤から事業の多角化を進めていた。韓国では1986年以降、政府が航空産業への参入制限を緩和したことから、各財閥が争って航空産業への投資を始めていた。航空機向け鋼材の製造で関連のあった三美も1988年に航空関連事業への進出を表明し、1989年5月にイタリアの航空機会社アグスタとの合弁で三美アグスタを、1990年2月には三美航空を設立した。三美は航空機製造工場を建設するため全羅北道高敞郡興徳面に用地を取得、飛行場施設の整備が開始され、1991年9月には滑走路や駐機場が完成した。
しかし、投資が進む一方で三美の航空事業を巡る状況は悪化していた。1990年7月、商工部は軍需分野を担当し、重点的に育成していく航空事業者3社を選定したが、三美は選定されなかった。このことも要因となって、アグスタは三美との合弁を解消することになった。1992年1月には、三美が飛行場を使用して飛行訓練事業を開始する、と報じられたが、騒音を懸念した周辺住民による反発が大きく、数日後には事業を撤回せざるを得なくなった。この年には三美の資金難が明らかとなり、三美は傘下企業の整理や保有資産の売却を余儀なくされた。高敞に確保していた工場用地や飛行場も売却の対象となり、飛行場については後に使用休止の手続きが取られた。

### 東洋機電時代
1997年、高敞飛行場は東洋機電の所有となり、飛行訓練事業に利用するとして使用が再開された。以降、複数の業者が高敞で訓練事業を展開しようと試み、郡もこれを支援した。しかし飛行場の周辺住民が航空機による騒音を理由に事業に反対、騒音被害に対する補償に加えて家畜の全数買い取りなど過大な要求を受け入れの条件として提示したため、飛行場の本格的な活用には至らなかった。
2006年には所有者の東洋機電が全羅北道や高敞郡と太陽光発電所の建設に向けた覚書を締結、高敞飛行場の用地は発電所に転用されることになった。2006年末には高敞飛行場は使用休止となり、2007年廃止された。休止直前にはCM撮影に盛んに利用されたほか、映画『光州5・18』の撮影にも使用された。

### 年表
- 1990年11月10日：起工式。
- 1991年9月：滑走路、駐機場完成。
- 1992年4月24日：使用開始。
- 1995年7月23日：休止（1996年7月23日まで）[7]。
- 1997年3月5日：三美技術産業から東洋機電への設置者変更認可[8]。
- 1997年9月1日：使用再開[1]。
- 1999年1月22日：セスナ172型機が滑走路を逸脱。
- 2002年9月8日：韓国自動車チューニング協会がドラッグレースを開催。
- 2006年8月：映画『光州5・18』の撮影に使用される。
- 2006年8月9日：衣料品ブランド「P.A.T」のCM撮影に使用される。
- 2006年11月16日：太陽光発電所開発合意書締結。
- 2006年12月1日：休止（2007年11月30日まで）[9]。
- 2007年7月23日：廃止[10]。
- 2008年10月14日：高敞ソーラーパーク竣工式。